# الشرقي (إب)
الشرقي هي إحدى قرى الجمهورية اليمنية. وهي تتبع جغرافيًا لمحافظة إب. وإداريًا لمديرية حزم العدين. يبلغ تعداد سكانها 2570 نسمة حسب الإحصاء الذي جرى عام 2004.